# رولند براون
رولند براون (انگلیسی: Rowland Brown؛ ‏ ۶ نوامبر ۱۹۰۰ – ۶ مهٔ ۱۹۶۳) کارگردان فیلم و فیلم‌نامه‌نویس اهل ایالات متحده آمریکا بود.
از فیلم‌هایی که وی در آن‌ها نقش داشته‌است، می‌توان به جانی آپولو، فرشتگانی با چهره‌های کثیف و چه بلایی بر سر هارکنس آمد؟ اشاره نمود.